# Kościół Wniebowzięcia Najświętszej Maryi Panny w Sieniawie
Kościół Wniebowzięcia Najświętszej Maryi Panny – rzymskokatolicki kościół parafialny należący do dekanatu Sieniawa archidiecezji przemyskiej.

## Historia
Pierwotny drewniany kościół wzniósł Mikołaj Hieronim Sieniawski niedługo po założeniu miasta, w 1673, na szlaku pomiędzy rynkiem a pałacem. Na jego miejscu zbudowano w latach 1719–1751 obecnie istniejącą świątynię według projektu włoskiego architekta Giovanniego Spazzio, której fundatorem był Adam Sieniawski. Budowę ukończyli Karol Mayer i Francesco Capponi. Około 1754 roku do świątyni został dobudowany murowany klasztor dla dominikanów obserwantów.
W 1778 roku Austriacy przeprowadzili kasatę klasztoru, a pozostałych zakonników przeniesiono do Jarosławia. 20 grudnia 1788 roku w opuszczonej świątyni poklasztornej utworzono siedzibę miejscowej parafii (dawny kościół parafialny spłonął rok wcześniej w wyniku pożaru).
W czasie I wojny światowej zostały zniszczone dach i wnętrze świątyni podominikańskiej. Niezbędny remont został zakończony w 1923 roku.
W 1952 roku został zbudowany nowy ołtarz główny, a w 1955 roku powstały ołtarze boczne. Polichromia świątyni została wykonana przez Stanisława Jakubczyka w 1954 roku.
W podziemiach znajduje się krypta rodowa Czartoryskich.